# La Torre d'en Doménec

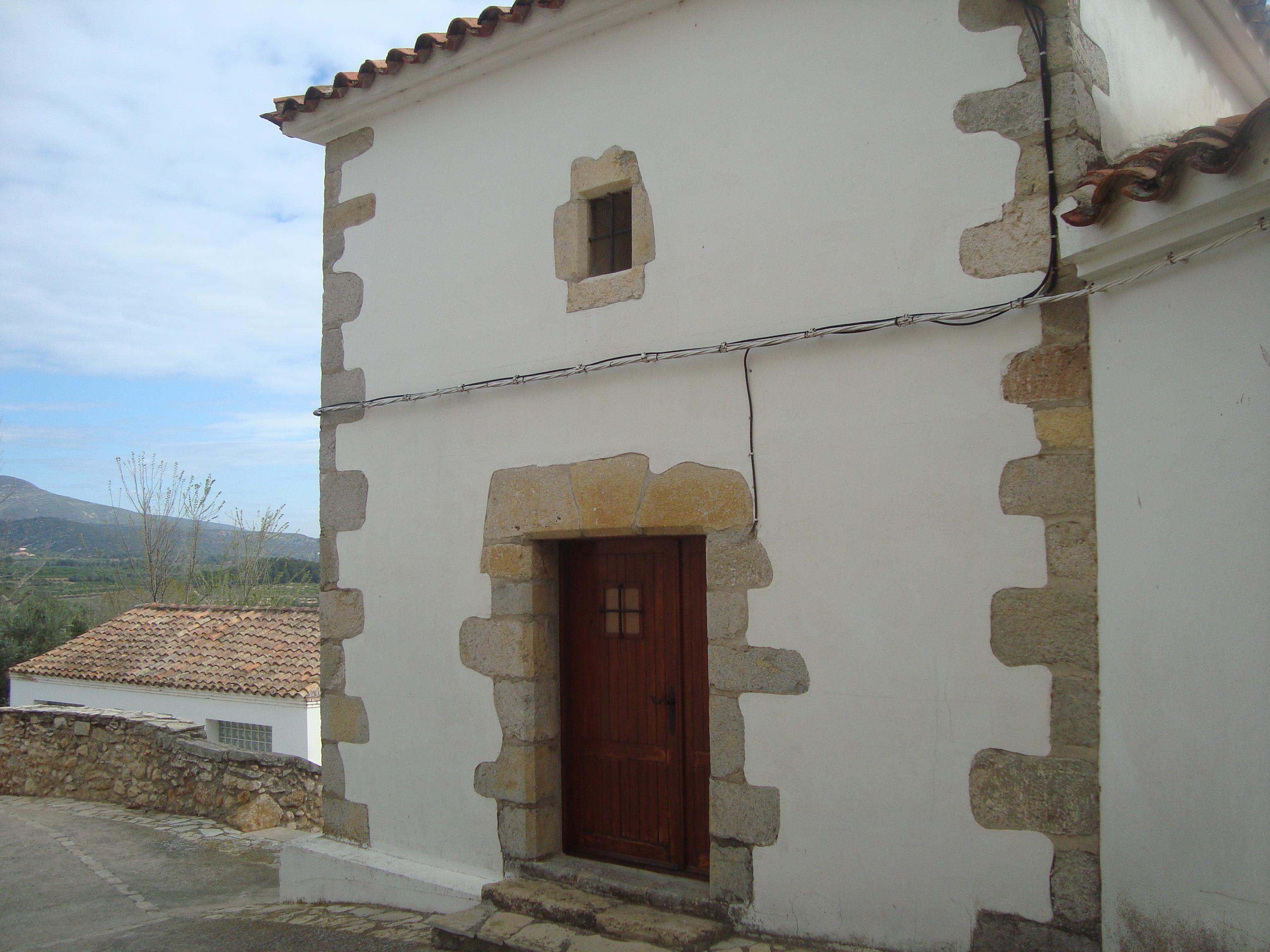
Ermita de la Mare de Déu de la Font (la Torre d'en Doménec)

La Torre d'en Doménec, és un municipi del País Valencià situat a la comarca de la Plana Alta, encara que històricament era del Maestrat.
Limita amb Vilanova d'Alcolea, terme el qual rodeja totalment el de la Torre d'en Doménec.

## Geografia
El paisatge de La Torre d'en Doménec és típicament rural, amb un relleu lleugerament ondat on s'estenen els camps d'ametllers, oliveres i garroferes. L'altitud mitjana és de 306 m sobre el nivell del mar i el clima és mediterrani. El rierol Vive rega el terme, entre les llomes cretàciques que componen el paisatge, sobre la Serra de la Penya Roja i la muntanya del Molí. El punt mes elevat del seu terme és el tossal de La Creu amb uns 500 metres d'elevació sobre el nivell del mar.
Clima
El clima és mediterrani . Els hiverns son temperats, ocasionalment les temperatures mínimes poden baixar dels 0 graus. Les nevades no solen ser freqüents.
Els estius són secs, amb uns 25 graus de mitja.

## Història
Els primers vestigis d'ocupació humana els tenim a la Lloma Forner i Els Racons, on s'ha trobat un poblat ibèric anterior al s. V a. C. Va formar part històricament de la batlia de les Coves de Vinromà, i a partir del 1319 pertanyia a l'orde de Montesa. La documentació medieval l'anomena també Torre del Domenge, possiblement per ser l'antic domini o reserva senyorial de Coves de Vinromà, posteriorment convertit en població. No coneixem la seua carta pobla, que apareix en 1300. En aquell segle s'arribà a un acord per al pagament del monopoli de forns. Eclesiàsticament va dependre de la parròquia de Vilanova d'Alcolea fins al segle xix.

## Demografia
| 1990 | 1992 | 1994 | 1996 | 1998 | 2000 | 2002 | 2004 | 2005 | 2006 |
| ---- | ---- | ---- | ---- | ---- | ---- | ---- | ---- | ---- | ---- |
| 309  | 282  | 274  | 260  | 238  | 235  | 228  | 238  | 236  | 248  |

## Alcaldia
Des de 2015 l'alcalde de la Torre d'en Doménec és Héctor Prats Barreda del Partit Popular (PP).

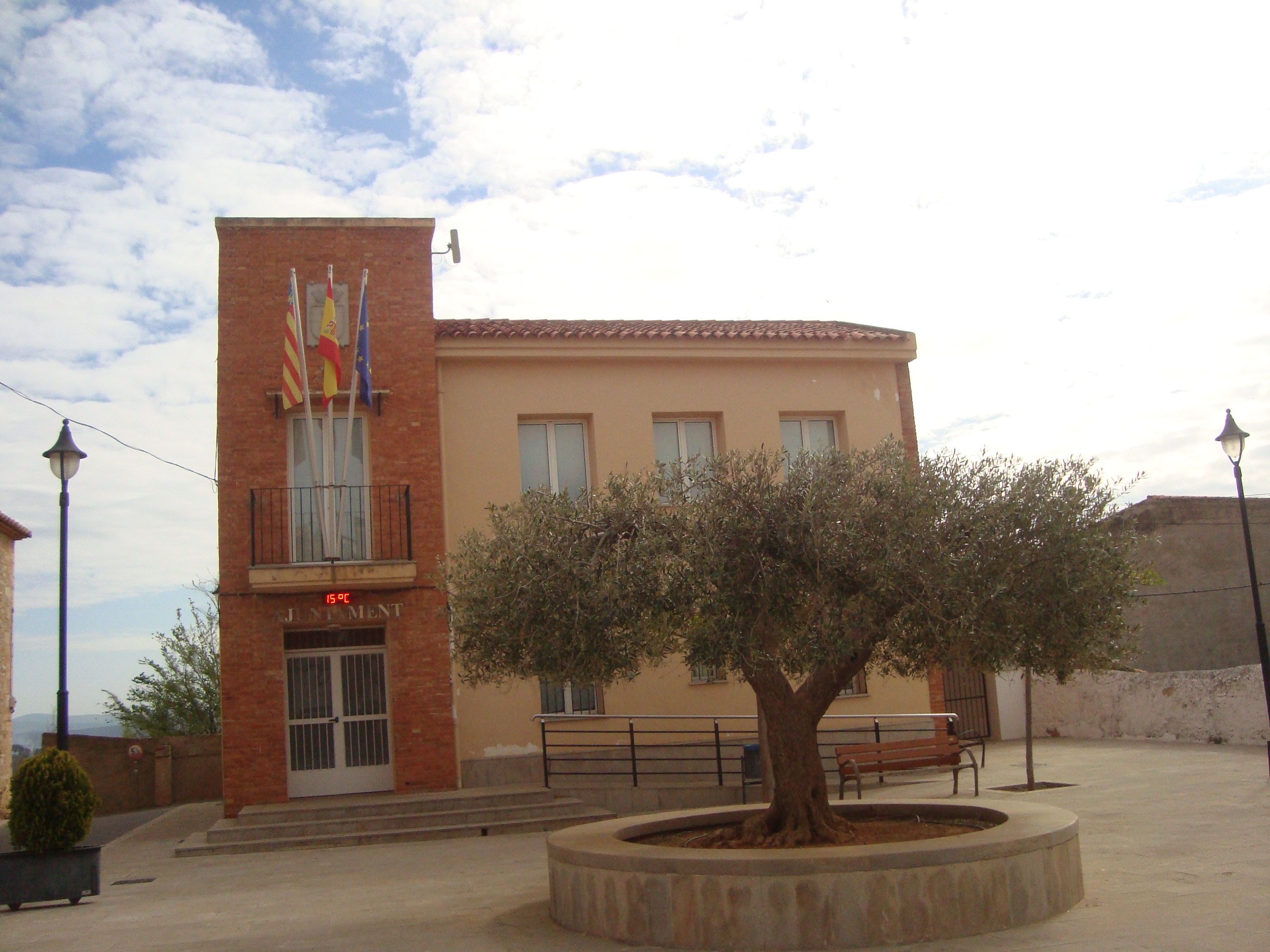
Ajuntament de la Torre d'en Doménec

| Període                       | Alcalde o alcaldessa     | Partit polític | Data de possessió | Observacions |
| ----------------------------- | ------------------------ | -------------- | ----------------- | ------------ |
| 1979–1983                     | Daniel Pastor Pastor     | UCD            | 19/04/1979        | --           |
| 1983–1987                     | Jaime M. Martínez Andrés | AP-PDP-UL-UV   | 28/05/1983        | --           |
| 1987–1991                     | Jaime M. Martínez Andrés | AP             | 30/06/1987        | --           |
| 1991–1995                     | Jaime M. Martínez Andrés | PP             | 15/06/1991        | --           |
| 1995–1999                     | Jaime M. Martínez Andrés | PP             | 17/06/1995        | --           |
| 1999–2003                     | Jaime M. Martínez Andrés | PP             | 03/07/1999        | --           |
| 2003–2007                     | Jaime M. Martínez Andrés | PP             | 14/06/2003        | --           |
| 2007–2011                     | Amparo Bort Ferrando     | AETT           | 16/06/2007        | --           |
| 2011–2015                     | Amparo Bort Ferrando     | AETT           | 11/06/2011        | --           |
| 2015–2019                     | Héctor Prats Barreda     | PP             | 13/06/2015        | --           |
| 2019-2023                     | Héctor Prats Barreda     | PP             | 15/06/2019        | --           |
| Des de 2023                   | n/d                      | n/d            | 17/06/2023        | --           |
| Fonts: Generalitat Valenciana |                          |                |                   |              |

## Economia

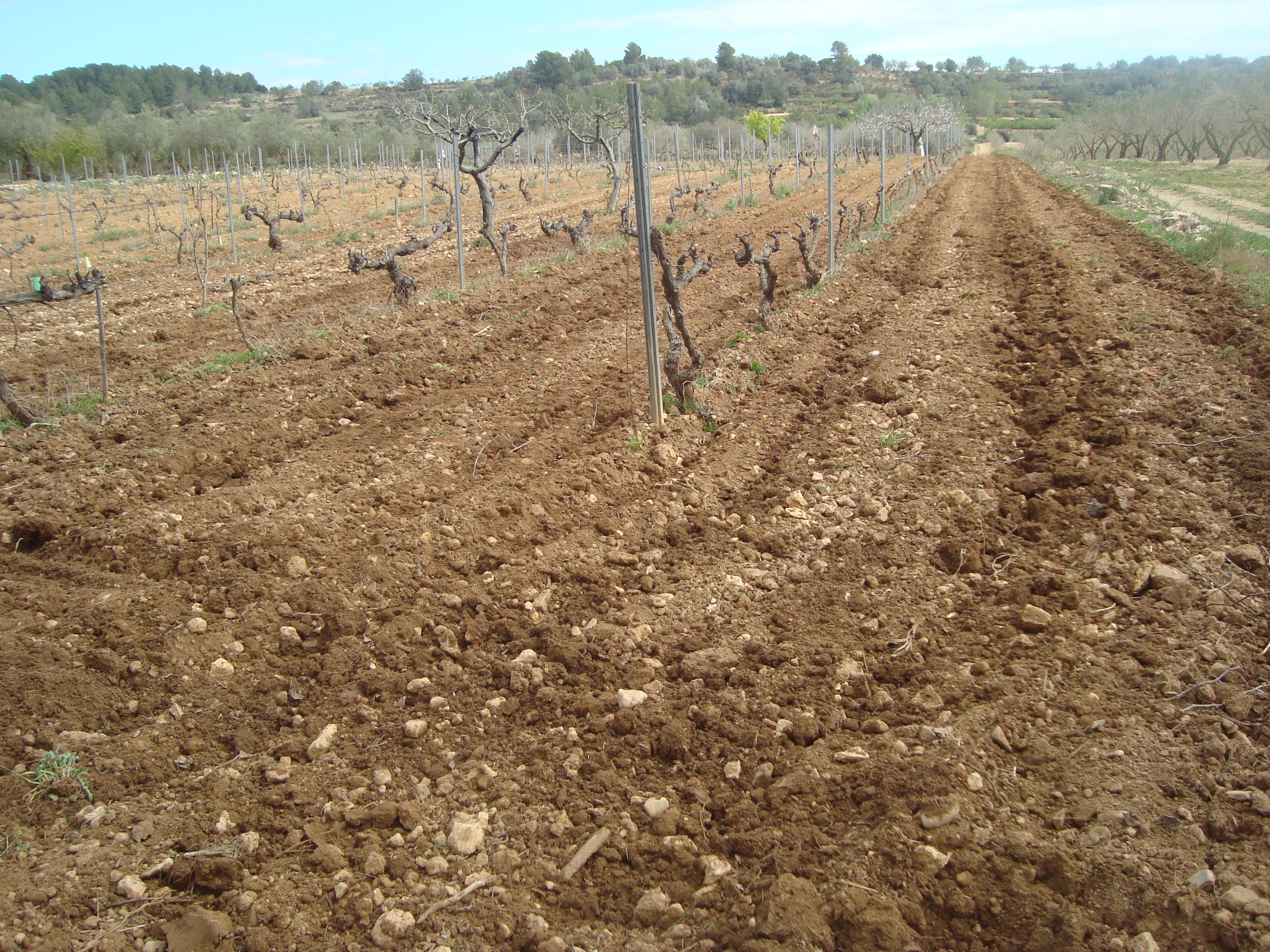
Camp de vinya, agricultura de secà (La Torre d'en Doménec)

Basada tradicionalment en l'agricultura de secà, especialment ametlers, i oliveres i garroferes. Destaquen també els bancals de cirerers.
Quant a la ramaderia, el que més destaquen són els porcs i les granges d'explotació avícola. Hi ha una ramaderia de bous braus.

## Monuments

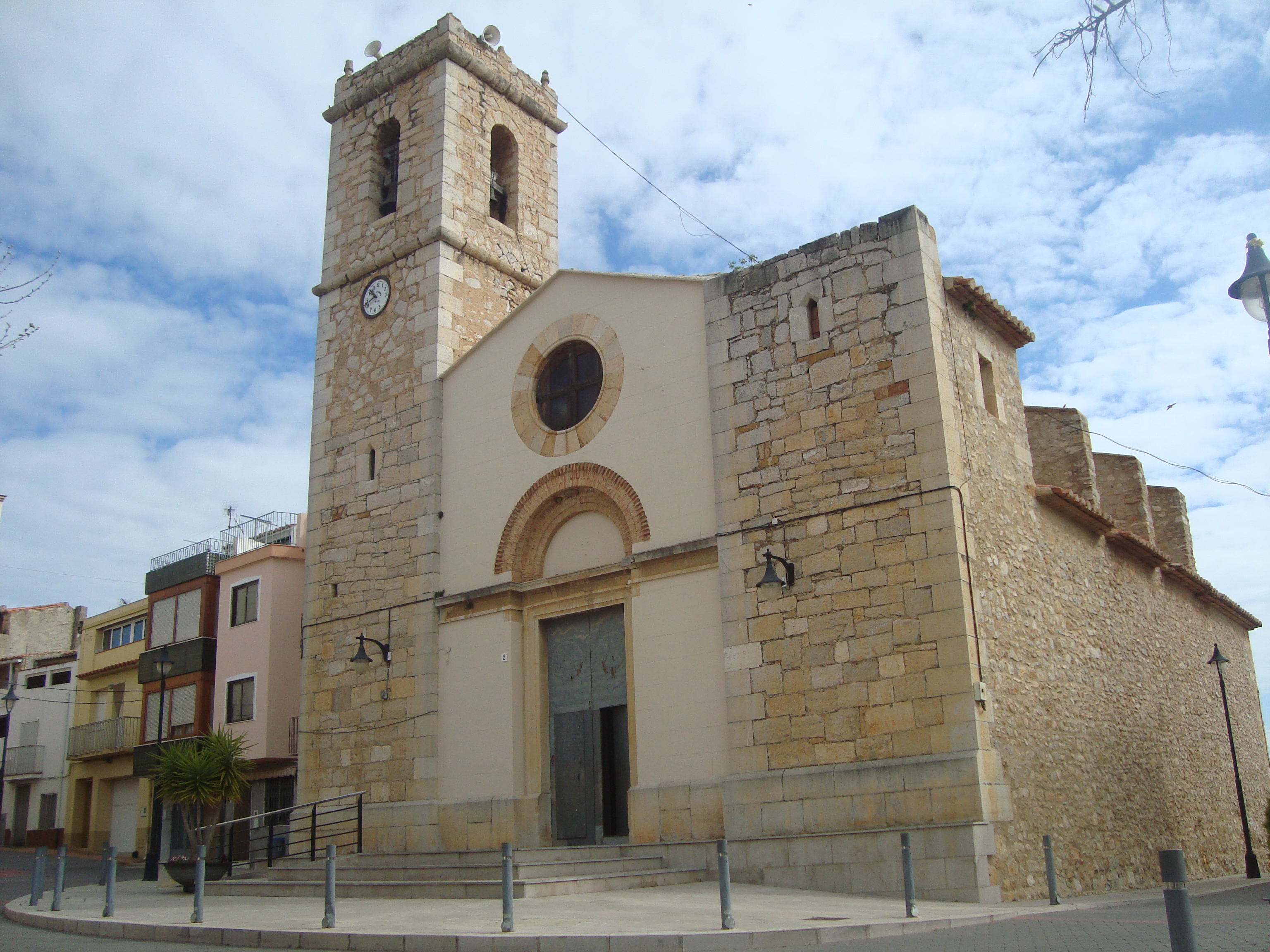
Església parroquial de Santa Quitèria (La Torre d'en Doménec)

- Ermita de la Mare de Déu de la Font del segle xiv, destaca la imatge de la Verge, de 32 centímetres, trobada pels veïns del poble, que destaca per portar el xiquet al braç dret i perquè es van trobar restes d'or en la seua corona. La verge es destruí l'any 1936 a trossets, i fou reconstruïda pels veïns del poble.
- Església de Santa Quitèria del segle xix, però d'origen medieval. Estava unida amb la de Vilanova d'Alcolea fins que en 1826 fou alliberada. L'antic temple era menut, però en 1865 comença l'edificació de l'església que coneixem hui en dia.
- Mare de Déu de la Font. La imatge és una escultura de traçat gòtic realitzada en pedra calcària. La figura s'havia intentat recompondre a base d'unir les tres peces existents amb ciment. Recentment els Serveis de Restauració de l'Excma. Diputació Provincial de Castelló es van fer càrrec de restaurar la imatge amb el millor acabat possible i corregir les diverses anomalies i imperfeccions detectades per a aproximar-se el màxim al seu estat original. El resultat ha sigut molt satisfactori per a tots els veïns, i en especial per als membres de la Junta encarregada de la seua custòdia, que a més havien elaborat una peanya commemorativa. La imatge ha sigut novament col·locada en el seu tradicional lloc de veneració.

## Festes i celebracions
Les festes patronals se celebren la primera setmana d'agost i estan dedicades a Sant Onofre (31 de juliol) i al Sagrat Cor de Jesús (1 d'agost). Els festejos daten de temps immemorial, i antigament tenien lloc al mes de setembre. Es fan revetles i exhibició i toreig de vaquetes.

## Entitats

### Grup de Tabaleters i Dolçainers
Està compost per tabals i dolçaines, que toquen, principalment, els balls tradicionals de la Torre d'en Doménec.

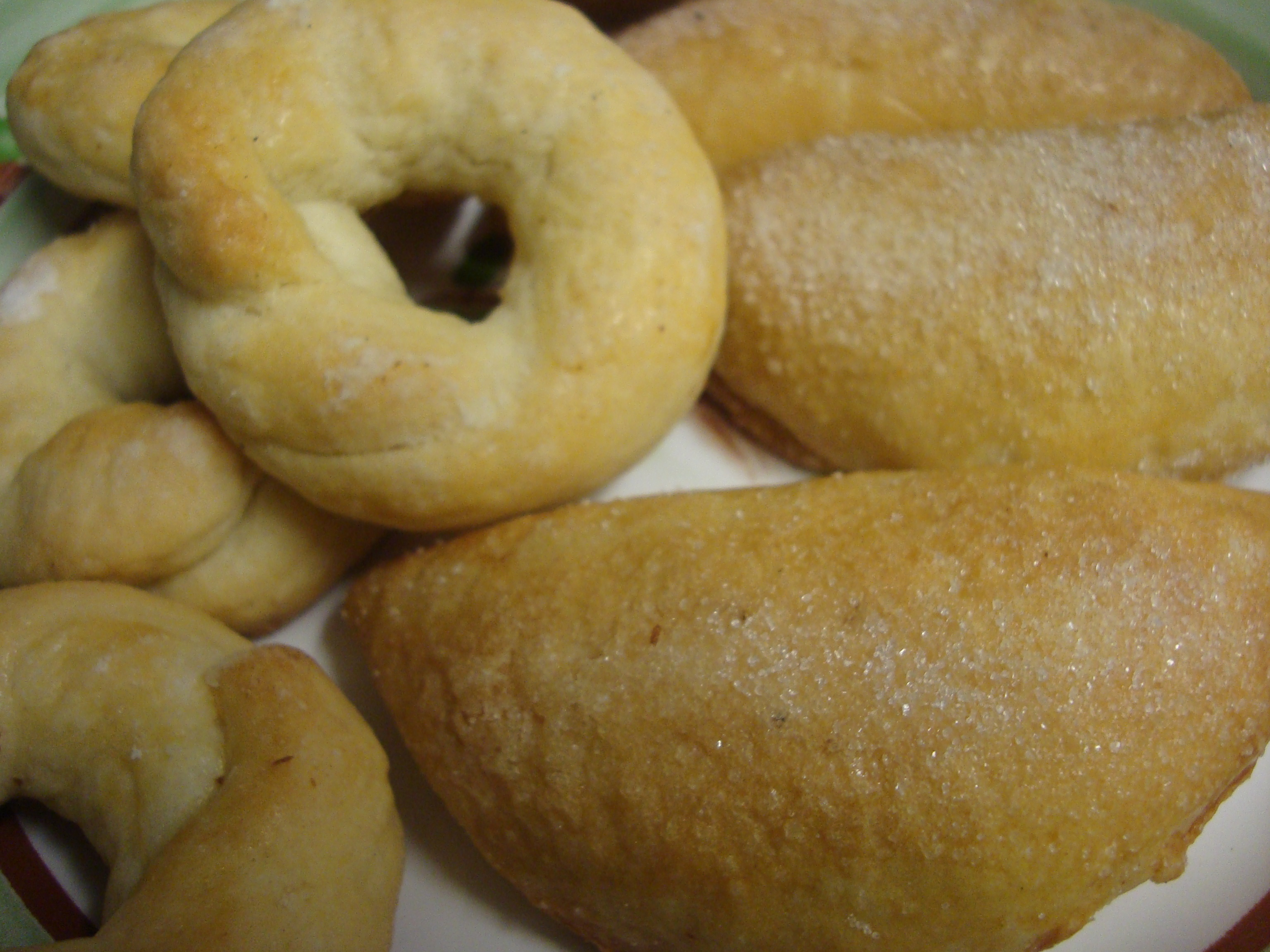
Rotllets i pastissets

### Grup de danses
Format per uns 20 membres.
Ballen balls tradicionals de La Torre d'en Domènec, acompanyats pel grup de tabaleters i dolçainers.

## Gastronomia

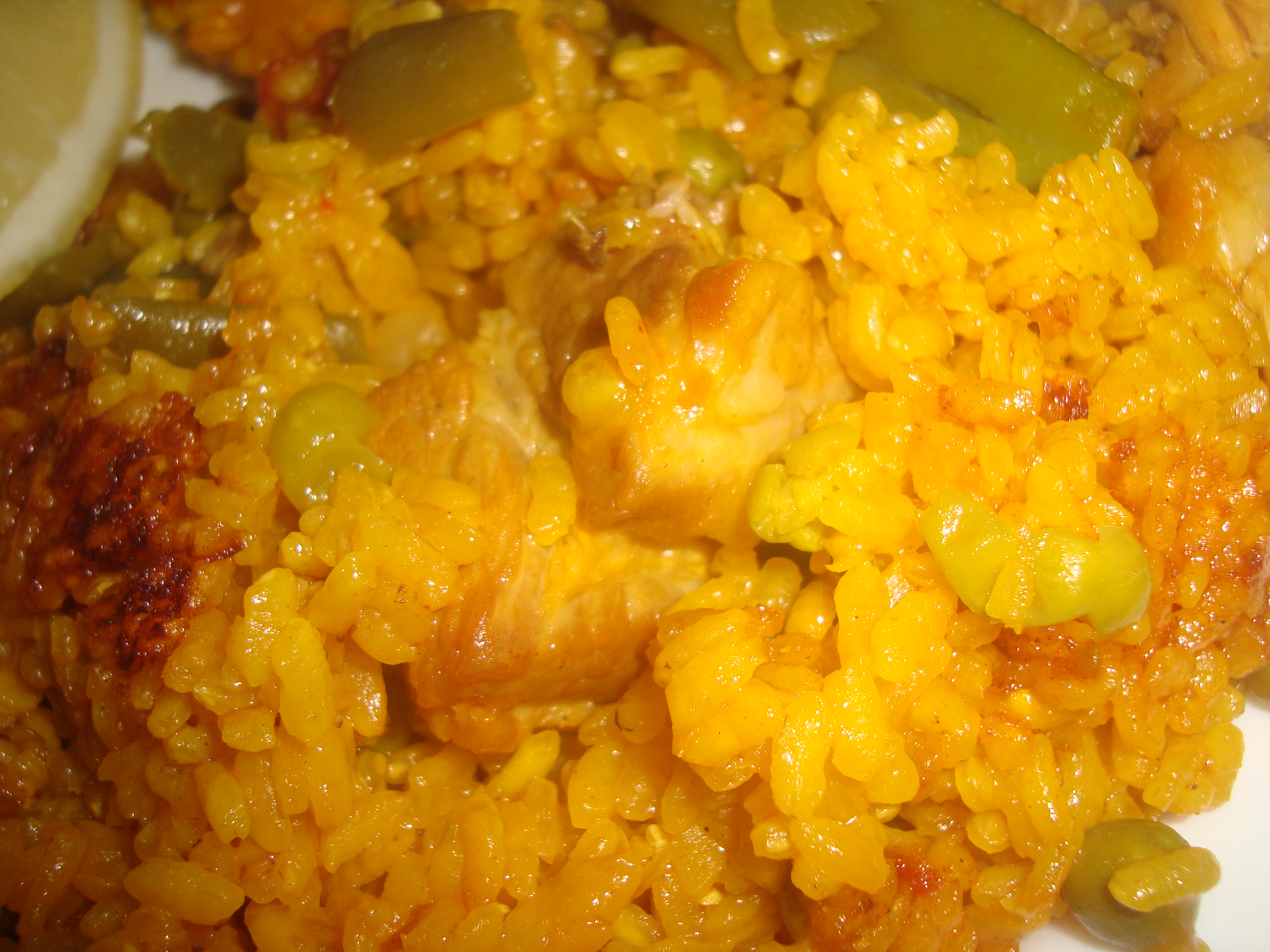
Plat d'arròs de paella

Són típics el tombet, la paella, l'olla, les figues albardades, els pastissos, els rotllets i les flors de carabassera.